# Euphrasia wettsteinii
Euphrasia wettsteinii là loài thực vật có hoa thuộc họ Cỏ chổi. Loài này được G.L.Gusarova mô tả khoa học đầu tiên năm 2005.